# 5540 Smirnova
5540 Smirnova è un asteroide della fascia principale. Scoperto nel 1971, presenta un'orbita caratterizzata da un semiasse maggiore pari a 2,5964431 UA e da un'eccentricità di 0,3092501, inclinata di 4,56003° rispetto all'eclittica.